# Усть-Сема
Усть-Сема (рос. Усть-Сема) — село Чемальського району, Республіка Алтай Росії. Входить до складу Чепоського сільського поселення.
Населення — 406 осіб (2015 рік).